# Bolesławit
Bolesławit – minerał, PbS, metakoloidalna odmiana galeny, występuje w znacznych ilościach w okolicach miejscowości Bolesław, towarzyszy złożom ołowiu i cynku .